# 노도 (가수)
노도(NODO, 본명: 노태희, 1980년 8월 30일 ~ )는 대한민국의 래퍼이다. 현재 Blind Alley 레코드를 이끌고 있으며, Overclass 크루의 멤버이기도 하다.

## 바이오그래피
1980년 서울에서 태어난 NODO는 처음 1999년, Rama와 Ruff Stuff라는 팀을 이뤄 클럽 MP를 통해 데뷔하였다. 당시 그의 랩네임은 진정한이었으며, 어둡고 거친 스타일의 랩을 하였다.
래퍼로써 활동할 당시에도 DJing에 관심이 많았던 그는, Ruff Stuff의 해체 이후 이름을 DJ Freek라고 바꾸고 DJ 겸 비트메이커로 돌아섰다. 그는 Masterplan 소속이 되어 여러 래퍼들의 백업 DJ를 맡았으며 국내 많은 래퍼 및 DJ Honda와의 콜라보 작업, 그리고 국제적인 DJ 배틀 대회 I.T.F. World Championship의 결승전 참여 등의 경력을 세웠다. 그러나 백업 DJ는 무대 위의 주역이 될 수 없다는 사실, 그리고 배틀 DJ는 자신이 바라던 힙합 활동과 조금 동떨어져있다는 점 때문에 그는 2005년 즈음 Masterplan을 탈퇴하고 랩을 다시 할 생각을 하게 된다.
그리고 2006년 그는 Rama의 레이블 STG에 들어가고 이름을 NODO로 바꾼 후, 첫 싱글 "Let's Make Our Love"를 발표하였다. 그러면서 자신만의 레이블 Blind Alley Records를 만들고 2006년 말에는 첫 솔로 앨범을 냈다. 그 후 2008년에는 Overclass의 멤버가 되어 Verbal Jint의 앨범에 참여하였다. 한동안 솔로 활동이 뜸했던 그는, 2010년 11월 "비디오 믹스테입"이란 형식으로, 랩 라이브를 녹화하여 유튜브에 올리는 '앨범' Providence를 발표하였다.
2011년 들어서는 Verbal Jint의 새 앨범에 'Want You Back'이란 곡에 참여하였는데, 유튜브 영상을 통해 이 곡이 그의 마지막 외부 프로듀싱 곡이 될 것이라고 밝힌 바 있었다. 10월에는 Bizniz와 Godfather Music이란 "벙개송"을 제작해 오랜만에 곡을 발표하였다. 이어 2012년, 2월에 열린 Verbal Jint의 콘서트에서 활동을 재시작, 6년 만에 새 정규 앨범을 발표하여 그의 어두운 음악 세계를 유감 없이 선보였다. 2014년 2월 14일에는 발렌타인 데이를 맞이해 싱글 '눈부셔'를 무료로 공개하였다, 오랜기간 별다른 활동이 없던 노도는 2017년 Overclass의 재화합을 이끌며 Collage 4 앨범에 참여하였으나 그리 주목은 받지 못하고 앨범도 기대 이하의 평을 받는다. 2019년 11월 20일, 7년만에 모든 곡을 인스트루멘탈로 구성한 정규 3집 '연착'을 발매했다.
2022년 9월 30일, 정규 4집 앨범 '사바세계'를 발표, 2023년엔 DEUX의 이현도와 DJ로서 여러무대에서 활동을 하며, 이현도 & 딥플로우 합작 앨범 'Dry Season'의 타이틀 곡 'Dry Alert'란 곡을 프로듀싱하기도 했다.
대표곡: Let's Make Our Love, 공습경보, 바보, Off the Chain

## 디스코그래피
- 2006년 8월 7일 데뷔 싱글 Let's Make Our Love
- 2006년 12월 27일 Debut LP The Spotlight Is Mine
- 2007년 12월 12일 디지털 싱글 Black Way
- 2008년 10월 29일 EP The Rose
- 2008년 12월 13일 The Ultimate Instrumentals "Sick Verses Fitted"
- 2010년 11월 1일 믹스테입 Providence: The Video Mixtape
- 2011년 10월 7일 온라인 싱글 Godfather Music
- 2012년 3월 9일 2nd LP 《煉獄 (연옥)》
- 2014년 2월 14일 온라인 싱글 《눈부셔》
- 2014년 6월 17일 디지털 싱글 'Top Notch Girl'
- 2014년 7월 15일 디지털 싱글 'Don't Stop My Life'
- 2016년 12월 20일 디지털 싱글 《왜 자꾸》
- 2019년 11월 20일 3rd LP (Instrumental) 《연착》
- 2020년 5월 14일 디지털 싱글 《착각》
- 2022년 9월 30일 4th LP 《사바세계》
- 2022년 12월 20일 디지털 싱글 《괜한 말》

## 이슈

### 비판
NODO는 수준급의 비트메이킹을 선보여서 좋은 평을 받았으나, 정작 랩의 경우 정확하지 않은 발음과 박자 감각으로 호평을 받진 못하였다. 또 Overclass의 앨범에 실린 살인을 내용으로 하는 드라마와 영화를 바탕으로 곡을 이야기한 Crime Drama를 두고 사람들에게 "노도의 살인마 간지"라는 조롱을 받기도 했다.

### MP를 향한 디스
2008년 4월 말, NODO는 Overclass 싸이월드 클럽을 통해 Master Plan을 디스하는 곡 이제는 말할 수 있다를 발표하였다. 곡은 원래 3월 1일에 발표될 예정이었으나 함께 한 Rama가 원치 않아 미루어졌고, 결국 Rama의 가사를 거의 모두 들어낸 후 공개된 버전이었다. 이 곡은 Master Plan의 멤버였던 NODO가 한 것이었다는 점에서, 그리고 Master Plan의 기둥이었다고도 할 수 있는 DJ Wreckx가 스크래칭으로 참여하여서 큰 충격을 주었다. 곡은 MP 10주년 공연 때 있었던 기분 나쁜 일에 기반을 두고 쓴 노래라고 한다.